# Aloran
Aloran é um município de  quarta classe de renda municipal (d) na província Misamis Ocidental, nas Filipinas. De acordo com o censo de 1 de maio  de  2020 possui uma população de 27 934 pessoas e 6 958 domicílios.